# Natur och Miljö
Natur och Miljö r.f. är en finländsk organisation som jobbar med miljöfrågor. Den koncentrerar sin verksamhet till Svenskfinland och har 20 lokalföreningar. Natur och Miljö är en partipolitiskt obunden organisation.

## Verksamhet
Natur och Miljö jobbar med miljövård och miljöpolitik. Enligt dess stadga ska den främja natur-, miljö- och fornminnesvården samt byggnadskulturens utveckling i Finland. Organisationen konsulterar beslutsfattare inför bl.a. stiftning av miljölagar och sitter med i både regionala och nationella arbetsgrupper för miljöfrågor.
Den jobbar mycket för bevarandet av Östersjön och organiserade år 2016 Barnens Östersjöprotest i Helsingfors tillsammans med bl.a. Luonto-Liitto och Helsingfors stad.
En stor del av Natur och Miljös verksamhet riktar sig till barn och unga. Den har sedan år 1986 drivit Finlands första naturskola i Sjundeå och har numera tre till runt om i Svenskfinland. 
Natur och Miljö är utgivare av tidskriften Finlands Natur som har utkommit sedan år 1941. Tidskriften utkommer numera fyra gånger per år och innehåller reportage och debattartiklar med fokus på naturen och en ekologisk livsstil. Som chefredaktör fungerar Magnus Östman.

## Historik
En organisation hade grundats år 1956 med namnet Delegationen för hembygdsvård. Den fungerade som länk emellan kommuner och organisationer och arbetade med landskapsvård, bevarandet av bygdekultur samt naturskydd. Dess ordförande var Johan Standertskjöld och när år 1969 en reform gjordes beslöts det på hans initiativ att Delegationen för hembygdsvård skulle bli en självständig förening. Dess nya namn blev Hembygdsvård r.f. och den inledde sin verksamhet år 1970 i samband med att också Finlands naturskyddsförbund gjorde det. Föreningen ändrade namn till Natur och Miljö r.f. år 1980.

## Symbol
Natur och Miljös symbol är en cirkel i vilken en stiliserad fågel, fisk och växt kan ses.